# Хамда бін Зіяд аль-Муаддіб
Хамда бін Зіяд аль-Муаддіб (араб. حمدة بنت زياد المؤدب) — андалузька поетеса ХІІ століття з Гуадіса, сестра Зайнаб бінт Зіяд аль-Муаддіб, яку дипломат XVII століття Мухаммад ібн абд аль-Ваххаб аль-Гассані описав як «одну з поетес Андалуса. Вона відома в тому краї і серед усіх поетів і поетес країни». Її батько був учителем (муаддібом), і вона описана як одна з «єдиних дочок без братів заможних і культурних батьків, які дали їм освіту, яку вони дали б своїм дітям чоловічої статі, якби вони були». Вона - одна з небагатьох мавританських поеток.

## Приклад творчості
Одним із прикладів творчості Хамди є вірш, який А. Дж. Арберрі називає «Біля струмка», поданий тут у його перекладі:
Я сиділа біля струмка
Вищої любові,
І сльозами виражала
Таємниці моїх грудей.
Смарагдова медовуха
Біля кожної річки котиться,
І кожен луг навколо
Срібної річки в'ється.
Серед сором'язливих газелей
Бігли прекрасні дитинчата, чиї чари
Полонили мій розум, чиє мистецтво
Зачарувало моє серце.
Вони приспали їхні очі.
Але з глибокою метою.
Яка (як знає справжній коханець)
Не дає мені спокою.
Вони розпустили коси
І там, наскільки я пам'ятаю,
в чорному небі,
Я бачила, як зійшов місяць.
Світанок, здається, втратив
Брата дорогого, засмучений
Втратою такою сумною, він
Одягнув вбрання скорботи.
Це можна порівняти з перекладом того самого вірша Набілом Матаром:
Сльози видали мої таємниці у ваді [долині], краса якої вражає;
Річка оточує кожен луг, а кожен луг межує з кожним ваді;
Серед газелей чорне дитинча вкрало мій розум, після того, як вкрало моє серце;
Вона хоче лягти з якоїсь причини, і ця причина заважає мені спати;
Коли вона розпускає свої кучері, я бачу повний місяць у чорних хмарах,
Ніби зоря втратила брата, і в скорботі одягнулася в жалобу.